# 웹 프로그래머
웹 프로그래머(영어: web programmer)는 기존의 프로그래머가 좀 더 전문화, 세분화된 것으로 웹상의 프로그램을 책임지는 사람으로서, 웹에서의 시스템과 사용자와의 통역을 하는 역할을 한다. 홈페이지를 만드려면 내용도 있어야 하고 좋은 디자인도 있어야 하지만 내용과 디자인을 잘 살리는 프로그램이 필요하다.

## 일반 프로그래머의 차이점
기존의 프로그래머는 PC 상에서 프로그래밍을 하는 운영 체제 프로그래머나 장치 프로그래머를 주로 가리켰는데 웹 프로그래머는 네트워크 상의, PC와 PC가 연결된 상태의 프로그래밍을 하고 있다. 쉽게 말해 기존의 프로그램을 웹 상에서 구현하는 사람이다.